# 国鉄テ900形貨車
国鉄テ900形貨車（こくてつテ900がたかしゃ）は、かつて日本国有鉄道（国鉄）およびその前身である鉄道省等に在籍した12 t 積みの鉄製有蓋車である。

## 概要
1928年（昭和3年）5月の車両称号規程改正によりテワ1185形70両はテ900形（テ900 - テ969）に形式名変更された。
テワ1185形は旧山陽鉄道の2089 - 2158（形式名なし）70両を1911年（明治44年）車両称号規程により形式化され誕生した形式である。
車体塗色は黒一色、寸法関係は、全長は6,606 mm、全幅は2,254 mm、全高は3,584 mm、実容積は29.1 m3、自重は6.1 t - 7.0 tである。
戦後未捕捉車が数両存在したため、昭和34年度に調査が行われ在籍車なしが確認された為形式消滅した。